# Jabonga, Agusan del Norte
Jabonga là một đô thị hạng 4 ở tỉnh Agusan del Norte, Philippines. Theo điều tra dân số năm 2015, đô thị này có dân số 23.184 người trong.

## Các khu phố (barangay)
Jabonga được chia thành 15 khu phố (barangay).
- Baleguian
- Bangonay
- A. Beltran (Camalig)
- Bunga
- Colorado
- Cuyago
- Libas
- Magdagooc
- Magsaysay
- Maraiging
- Poblacion (Jabonga)
- San Jose
- San Pablo
- San Vicente
- Santo Niño